# Myopsocus amacayacu
Myopsocus amacayacu (лат.) — вид сеноедов рода Myopsocus из семейства Myopsocidae. Южная Америка: южная Колумбия. Специфический эпитет — существительное в приложении, посвящён населению Сан-Висенте-де-Амакаяку (San Vicente de Amacayacu, национальный парк Амакаяку, провинция Амасонас), где был найден голотип. Мелкие насекомые, длина переднего крыла около 2 мм. Основная окраска тела коричневая. Принадлежит к числу видов, не имеющих переднего крыла с гребенчатым апикальным краем некоторых его ячеек. Как и у M. pennyi и M. caliensis, имеет пириформную фаллосому и увеличенные наружные парамеры, но в отличие от M. pennyi не имеет гипандрия с медиально-апикальным раздвоенным отростком и в отличие от M. caliensis наружные парамеры широко сросшиеся медиально, а их эндофаллус не удлинён и не расширен апикально. Заднее крыло с жилками Rs и M, сливающимися на некотором расстоянии.